# 44 Baza Lotnicza Marynarki Wojennej
44 Baza Lotnicza Marynarki Wojennej – baza lotnicza Marynarki Wojennej funkcjonująca w latach 2003–2010 na lotniskach w Siemirowicach i Darłowie.

## Historia
44 Baza Lotnicza MW została sformowana 1 stycznia 2003 na bazie 4. i 5. Batalionu Zabezpieczenia MW. Głównymi zadaniami bazy były: zabezpieczenie szkolenia 29 i 30 Eskadry Lotniczej, zabezpieczenie samolotów i śmigłowców innych jednostek przebywających czasowo na lotniskach podlegających bazie oraz kierowanie ruchem lotniczym w rejonie lotnisk i ich utrzymanie w stałej sprawności eksploatacyjnej.
Święto bazy na podstawie Decyzji Nr 175/MON z dnia 12 maja 2006 ustanowione zostało na dzień 13 maja, na pamiątkę wydania rozkazu Dowódcy Marynarki Wojennej w sprawie przebazowania 50 batalionu obsługi lotnisk MW do garnizonu Siemirowice.
Decyzją Nr 190/MON z 23 kwietnia 2007 w bazie została wprowadzona odznaka pamiątkowa.
W dniu 11 maja 2007 roku, jednostka otrzymała sztandar.
Decyzją Nr 186/MON z 15 kwietnia 2008 w jednostce wprowadzono oznakę rozpoznawczą.
1 stycznia 2011 roku 43 Bazę Lotniczą MW przeformowano w 44 Bazę Lotnictwa Morskiego. W strukturę nowej jednostki włączono także stacjonujące na lotniskach w Siemirowicach i Darłowie 29 Darłowską Eskadrę Lotniczą i 30 Kaszubską Eskadrę Lotniczą.

## Dowódcy
- kmdr Reginald Jeliński (od sformowania – 2 lipca 2007)
- kmdr Krzysztof Grudnowski (2 lipca 2007 – 30 listopada 2010[5])

## Tradycje
Na podstawie Decyzji Nr 174/MON z dnia 12 maja 2006 jednostka przejęła i stała się kontynuatorką tradycji następujących jednostek:
- 50. Batalionu Obsługi Lotnisk Marynarki Wojennej (1949-1965);
- 50. Batalionu Zaopatrzenia (1965-1991);
- 5. Batalionu Zabezpieczenia (1995-2003).

## Struktura
- Dowództwo i sztab 44.BLot
- dywizjon techniczny
- dywizjon dowodzenia
- dywizjon zabezpieczenia
- Wojskowy Port Lotniczy – Cewice
- Komenda Lotniska nr 2 – Darłowo
- Wojskowy Port Lotniczy – Darłowo